# Matías Kranevitter
Claudio Matías Kranevitter, född 21 maj 1993 i San Miguel de Tucumán, är en argentinsk fotbollsspelare som spelar för River Plate. Han har även representerat Argentinas landslag.

## Karriär
Den 8 augusti 2017 värvades Kranevitter av ryska Zenit Sankt Petersburg, där han skrev på ett fyraårskontrakt. Den 26 januari 2020 värvades Kranevitter av mexikanska Monterrey.
Den 12 december 2022 blev Kranevitter klar för en återkomst i River Plate, där han skrev på ett treårskontrakt.

## Meriter

### Klubblag
River Plate
- U-20 Copa Libertadores: 2012
- Primera División de Argentina: 2014
- Copa Sudamericana: 2015
- Recopa Sudamericana: 2015
- Suruga Bank Cup: 2015

Zenit Sankt Petersburg
- Premjer-Liga: 2018/2019